# کامپیوور
کامپیوور (انگلیسی: Compuware) شرکت فناوری اطلاعات آمریکایی است، که در سال ۱۹۷۳ تأسیس شد.